# Disphyma clavellatum
Disphyma clavellatum är en isörtsväxtart som först beskrevs av Adrian Hardy Haworth, och fick sitt nu gällande namn av R.J. Chinnock. Disphyma clavellatum ingår i släktet Disphyma och familjen isörtsväxter. Inga underarter finns listade i Catalogue of Life.